# Arcidiocesi di Gagnoa
L'arcidiocesi di Gagnoa (in latino Archidioecesis Gagnoaënsis) è una sede metropolitana della Chiesa cattolica in Costa d'Avorio. Nel 2023 contava 515.800 battezzati su 2.589.000 abitanti. È retta dall'arcivescovo Jean-Jacques Koffi Oi Koffi.

## Territorio
L'arcidiocesi comprende le regioni ivoriane del Bandama Sud e Fromager.
Sede arcivescovile è la città di Gagnoa, dove si trova la cattedrale di Sant'Anna.
Il territorio è suddiviso in 43 parrocchie.

## Storia
La diocesi di Gagnoa fu eretta il 25 giugno 1956 con la bolla Sanctissimum ac gravissimum di papa Pio XII, ricavandone il territorio dalla diocesi di Daloa. Originariamente era suffraganea dell'arcidiocesi di Abidjan.
Il 23 ottobre 1989 ha ceduto una porzione del suo territorio a vantaggio dell'erezione della diocesi di San Pedro-en-Côte d'Ivoire.
Il 19 dicembre 1994 la diocesi è stata elevata al rango di arcidiocesi metropolitana con la bolla Cum in Litore Eburneo di papa Giovanni Paolo II.

## Cronotassi dei vescovi
Si omettono i periodi di sede vacante non superiori ai 2 anni o non storicamente accertati.
- Jean Marie Etrillard, S.M.A. † (4 luglio 1956 - 11 marzo 1971 dimesso)
- Noël Kokora-Tekry † (11 marzo 1971 - 15 maggio 2001 ritirato)
- Jean-Pierre Kutwa (15 maggio 2001 - 2 maggio 2006 nominato arcivescovo di Abidjan)
- Barthélémy Djabla † (21 luglio 2006 - 15 settembre 2008 deceduto)
- Joseph Aké Yapo (22 novembre 2008 - 4 ottobre 2023 dimesso)
- Jean-Jacques Koffi Oi Koffi, dall'8 aprile 2025[1]

## Statistiche
L'arcidiocesi nel 2023 su una popolazione di 2.589.000 persone contava 515.800 || 2.589.000  battezzati, corrispondenti al 19,9% del totale.
| anno | popolazione | popolazione | popolazione | presbiteri | presbiteri | presbiteri | presbiteri                | diaconi | religiosi | religiosi | parrocchie |
| anno | battezzati  | totale      | %           | numero     | secolari   | regolari   | battezzati per presbitero | diaconi | uomini    | donne     | parrocchie |
| ---- | ----------- | ----------- | ----------- | ---------- | ---------- | ---------- | ------------------------- | ------- | --------- | --------- | ---------- |
| 1969 | 71.804      | 442.144     | 16,2        | 84         | 48         | 36         | 854                       |         | 47        | 41        | 18         |
| 1980 | 111.000     | 987.000     | 11,2        | 43         | 14         | 29         | 2.581                     |         | 36        | 61        | 22         |
| 1990 | 102.666     | 750.000     | 13,7        | 41         | 35         | 6          | 2.504                     |         | 15        | 45        | 17         |
| 1999 | 128.000     | 1.157.000   | 11,1        | 64         | 61         | 3          | 2.000                     |         | 17        | 61        | 26         |
| 2000 | 122.032     | 1.091.046   | 11,2        | 69         | 63         | 6          | 1.768                     |         | 16        | 50        | 29         |
| 2001 | 127.887     | 1.141.769   | 11,2        | 72         | 65         | 7          | 1.776                     |         | 18        | 49        | 29         |
| 2004 | 133.920     | 1.362.694   | 9,8         | 87         | 80         | 7          | 1.539                     |         | 18        | 49        | 30         |
| 2006 | 144.000     | 1.425.000   | 10,1        | 114        | 112        | 2          | 1.263                     |         | 10        | 53        | 34         |
| 2013 | 289.000     | 1.492.000   | 19,4        | 98         | 98         |            | 2.948                     |         | 6         | 47        | 38         |
| 2016 | 512.701     | 1.609.682   | 31,9        | 107        | 107        |            | 4.791                     |         | 8         | 79        | 40         |
| 2019 | 396.676     | 2.483.813   | 16,0        | 128        | 124        | 4          | 3.099                     |         | 16        | 70        | 42         |
| 2021 | 400.220     | 2.525.869   | 15,8        | 107        | 104        | 3          | 3.740                     |         | 12        | 79        | 44         |
| 2023 | 515.800     | 2.589.000   | 19,9        | 111        | 107        | 4          | 4.646                     |         | 32        | 69        | 43         |